# Mellana agnesae
Mellana agnesae är en fjärilsart som beskrevs av Bell 1959. Mellana agnesae ingår i släktet Mellana och familjen tjockhuvuden. Inga underarter finns listade i Catalogue of Life.